# Justicia cowanii
Justicia cowanii är en akantusväxtart som beskrevs av Emery Clarence Leonard. Justicia cowanii ingår i släktet Justicia och familjen akantusväxter. Inga underarter finns listade i Catalogue of Life.